# Freak Show (àlbum de Silverchair)
Freak Show (oficialment tot en majúscula: FREAK SHOW) és el segon àlbum d'estudi de la banda australiana Silverchair. Es va publicar a principis de l'any 1997 sota el segell Murmur de Sony Records. Tot i que encara conté elements de post-grunge, és lleugerament més rock dur. Va ser certificat com a disc d'or als Estats Units i de platí a Austràlia.

## Informació
El cantant Daniel Johns va descriure el títol comparant a Silverchair viatjant de carnaval. Algunes de les cançons tenien títols diferents abans de la publicació de l'àlbum, per exemple: "Cat and Mouse" ("The Closing"), "The Poxy Song" ("The Door") o "Punk Song #1" ("Lie to Me"). La cançó "Punk Song #2" va ser gravada i es va llançar com a primer senzill amb el títol "Freak". La publicació de l'àlbum estava prevista originalment per la tardor del 1996, però es va posposar per evitar la coincidència amb l'àlbum No Code de Pearl Jam. A diferència de l'anterior, en aquesta ocasió, Nick Launay va poder produir la gravació tal com desitjaven els membres del grup. L'enregistrament del disc es va produir en direfents dates entre 30 de maig i 5 de novembre de 1996 (total de 3 setmanes) als Festival Studios de Pyrmont, Nova Gal·les del Sud (Austràlia).
L'àlbum també estava disponible en un vinil negre d'edició limitada, en un vinil groc de només 3000 còpies al Regne Unit i també en una edició limitada en casset.

## Llista de cançons
Totes les cançons foren escrites i compostes per Daniel Johns, excepte les indicades. 
| Núm.          | Títol                     | Composició     | Durada |
| ------------- | ------------------------- | -------------- | ------ |
| 1.            | «Slave»                   | Johns, Gillies | 3:57   |
| 2.            | «Freak»                   |                | 3:49   |
| 3.            | «Abuse Me»                |                | 4:03   |
| 4.            | «Lie to Me»               |                | 1:22   |
| 5.            | «No Association»          | Johns, Gillies | 3:56   |
| 6.            | «Cemetery»                |                | 4:04   |
| 7.            | «The Door»                |                | 3:38   |
| 8.            | «Pop Song for Us Rejects» |                | 3:15   |
| 9.            | «Learn to Hate»           | Johns, Gillies | 4:19   |
| 10.           | «Petrol & Chlorine»       |                | 4:00   |
| 11.           | «Roses»                   | Johns, Gillies | 3:34   |
| 12.           | «Nobody Came»             | Johns, Gillies | 6:12   |
| 13.           | «The Closing»             | Johns, Gillies | 3:27   |
| Durada total: | Durada total:             | Durada total:  | 52:08  |

## Personal
- Daniel Johns – veus i guitarra
- Ben Gillies – bateria
- Chris Joannou – baix

### Personal addicional
- Jane Scarpantoni (cançó 6), Margaret Lindsay (cançó 10) – violoncel
- Amanda Brown i Ian Cooper (cançó 8), Lorenza Ponce, Elizabeth Knowles, Todd Reynolds i David Mansfield (cançó 6), Ravi Kutilak (cançó 10) – violí
- Matthew Pierce (cançó 6), Rudi Crivici (cançó 10) – viola
- Pandit Ran Chander Suman – tampura, tabla (cançó 10)
- Ruk Mali – sitar (cançó 10)
- Jane Scarpantoni (cançó 6), Nick Launay i Daniel Denholm (cançó 10) - Arranjaments

## Posicions en llista
| Llista (1997)                | Posició |
| ---------------------------- | ------- |
| Australian ARIA Albums Chart | 1       |
| U.S. Billboard 200           | 12      |